# 미쿠모촌
미쿠모촌(三雲村)은 시가현 고카군에 설치되었던 촌이다. 현재의 고난시에 해당한다.